# Championnat d'Afrique féminin de basket-ball 1977
Navigation
Tunisie 1974 Somalie 1979
Le Championnat d'Afrique féminin de basket-ball de la FIBA 1977 est le 5e championnat FIBA Afrique pour les femmes, placé sous l’égide de la FIBA, instance mondiale régissant le basket-ball. 
Le tournoi a été organisé par le Sénégal du 25 décembre 1976 au 4 janvier 1977 à Dakar. Il a été remporté par le pays hôte qui bat l’Égypte en finale.

## Compétition

### Premier tour

#### Groupe A
| Groupe A |               |     |   |   |   |     |     |      |
|          | Équipe        | Pts | J | G | P | PP  | PC  | Diff |
| 1        | Sénégal       | 6   | 3 | 3 | 0 | 294 | 127 | +167 |
| 2        | Côte d'Ivoire | 5   | 3 | 2 | 1 | 171 | 223 | -52  |
| 3        | Ghana         | 4   | 3 | 1 | 2 | 153 | 194 | −41  |
| 4        | Algérie       | 3   | 3 | 0 | 3 | 148 | 222 | −74  |

#### Groupe B
| Groupe B |                           |     |   |   |   |     |     |      |
|          | Équipe                    | Pts | J | G | P | PP  | PC  | Diff |
| 1        | Égypte                    | 8   | 4 | 4 | 0 | 231 | 177 | +54  |
| 2        | Togo                      | 6   | 4 | 2 | 2 | 189 | 176 | +13  |
| 3        | Tunisie                   | 6   | 4 | 2 | 2 | 206 | 197 | +9   |
| 4        | Mali                      | 6   | 4 | 2 | 2 | 189 | 225 | -36  |
| 5        | République centrafricaine | 4   | 4 | 0 | 4 | 212 | 252 | -40  |

### Tour final
|  | Demi-finales  | Demi-finales  | Demi-finales | Demi-finales |                               |         | Finale    | Finale    | Finale    | Finale    |
|  |               |               |              |              |                               |         |           |           |           |           |
|  | 2 janvier     | 2 janvier     | 2 janvier    | 2 janvier    |                               |         | 4 janvier | 4 janvier | 4 janvier | 4 janvier |
|  | Sénégal       | Sénégal       | 93           | 93           |                               |         | 4 janvier | 4 janvier | 4 janvier | 4 janvier |
|  | Sénégal       | Sénégal       | 93           | 93           |                               |         | 4 janvier | 4 janvier | 4 janvier | 4 janvier |
|  | Togo          | Togo          | 56           | 56           |                               |         | 4 janvier | 4 janvier | 4 janvier | 4 janvier |
|  | Togo          | Togo          | 56           | 56           | Sénégal                       | Sénégal | 88        | 88        |           |           |
|  | 2 janvier     |               |              |              | Sénégal                       | Sénégal | 88        | 88        |           |           |
|  |               |               | Égypte       | Égypte       | 56                            | 56      |           |           |           |           |
|  | Égypte        | Égypte        | Égypte       | Égypte       | 56                            | 56      | 66        | 66        |           |           |
|  | Égypte        | Égypte        |              |              |                               |         |           | 66        |           |           |
|  | Côte d'Ivoire | Côte d'Ivoire | 46           | 46           |                               |         |           |           |           |           |
|  | Côte d'Ivoire | Côte d'Ivoire | 46           | 46           | Match pour la troisième place |         |           |           |           |           |
|  |               |               |              |              |                               |         |           |           |           |           |
|  | 4 janvier     |               |              |              |                               |         |           |           |           |           |
|  | Togo          | Togo          | 70           | 70           |                               |         |           |           |           |           |
|  | Togo          | Togo          | 70           | 70           |                               |         |           |           |           |           |
|  | Côte d'Ivoire | Côte d'Ivoire | 35           | 35           |                               |         |           |           |           |           |
|  | Côte d'Ivoire | Côte d'Ivoire | 35           | 35           |                               |         |           |           |           |           |

## Classement final
| Place                       | Équipes                   | V-D |
| --------------------------- | ------------------------- | --- |
| Médaille d'or, Afrique      | Sénégal                   | 5–0 |
| Médaille d'argent, Afrique  | Égypte                    | 5-1 |
| Médaille de bronze, Afrique | Togo                      | 3-3 |
| 4                           | Côte d'Ivoire             | 2-3 |
| 5                           | Tunisie                   | 3-2 |
| 6                           | Ghana                     | 1-3 |
| 7                           | Mali                      | 3-2 |
| 8                           | Algérie                   | 0-4 |
| 9                           | République centrafricaine | 0-4 |

## Effectifs
Les joueuses suivantes ont participé au Championnat d'Afrique : 
- Sénégal : Seynabou Lô, Marie Amélie Lopez, Marie Hélène Lopes, Ndiémé Diallo, Khar Touré, Nafissatou Diagne, Aminata Gueye, Dieynaba Pouye, Mame Penda Diouf, Kankou Coulibaly, Marieme Ba, Rokhaya Pouye. Sélectionneur : Bonaventure Carvalho